# Разжалование в рядовые
Разжалование в рядовые — воинское исправительное наказание (взыскание). 
В литературе встречается название разжалование в солдаты.

## Российская империя
В 1717 году Пётр разжаловал подполковника Мякишева «в Преображенский полк в бомбардирскую роту в солдаты для того, что он тот чин достал происком, а не службой».
Позже разжалование в рядовые применялось в Вооружённых силах Российской Империи для офицеров и гражданских чиновников военного ведомства, полагаемое за преступные деяния по службе; влечет за собой лишение чинов, орденов и других знаков отличия, кроме медалей за участие в войнах и походах и крестов равного с ними достоинства, а также лишение прочих преимуществ, службой приобретенных; но приобретенные чинами и орденами права дворянства или почетного гражданства сохраняются (ст. 42 воин. уст. о нак.).
Генерал-лейтенант маркиз Филипп Осипович Паулуччи, будучи генерал-квартирмейстером Кавказской армии, 3 ноября 1810 года записал в своём дневнике: «Тифлисского пехотного полка унтер-офицер Ермолаев, бывший в рекрутском депо при разделении партии по полкам, взял у рекрута 5 руб. наглым образом. За таковый непозволительный и нетерпимый в службе поступок, разжаловав в рядовые оного унтер-офицера, предписываю прогнать его шпицрутенами чрез 500 человек один раз, а взятые деньги от него отобрать и отдать рекруту. Экзекуцию же сию исполнить завтрашнего числа в 8 часов. Случай сей поставляю корпусу на вид на тот конец, чтобы господа начальники полков строго наблюдали, дабы нижним чинам никто никаких не оказывал несправедливостей…»
Разжалованный в рядовые, за исключением только случаев отличного военного подвига, может получить офицерский чин не иначе как по предварительном воспоследовании Высочайшего соизволения о не считании понесенного им штрафа препятствием к наградам; входить с представлением об этом разрешается не ранее как по истечении трех лет после разжалования (ст. 43). На основании ст. 60, 556, 634 и 727 кн. VII Св. воен. пост. разжалованные не могут быть производимы в унтер-офицеры, не назначаются ни в какие командировки, не увольняются в отпуск и перечисляются в запас лишь по особому разрешению.
До издания воинского «Устава о наказаниях» 1868 года разжалование имело самое широкое применение: оно назначалось с лишением и без лишения дворянства, с выслугой или без выслуги и почти всегда заменяло для офицеров ссылку в Сибирь на поселение.
Разжалование или «написание в рядовые» применялось даже к лицам невоенным. Такое широкое применение этого наказания вызывало справедливые нарекания, так как армия переполнялась порочными и негодными элементами. Имея в виду, что несовместно с честным званием солдата обременять ряды войск такими разжалованными, которые по предосудительному свойству преступлений должны подвергаться лишению прав состояния, высочайшее повеление 2 августа 1861 года отменило разжалование с лишением дворянского титула.

## СССР
Разжалование в рядовые было и в РККА ВС СССР. 26 сентября 1942 года заместитель Народного комиссара обороны Г. К. Жуков подписал «Положение о штрафных ротах действующей армии». В документе, в частности, говорилось:
«Рядовые бойцы и младшие командиры направляются в штрафные роты приказом по полку (отдельной части) на срок от одного до трёх месяцев. В штрафные роты на те же сроки могут направляться также по приговору Военных трибуналов (действующей армии и тыловых) рядовые бойцы и младшие командиры, осуждённые с применением отсрочки исполнения приговора (примечание 2 к ст. 28 Уголовного кодекса РСФСР). О лицах, направленных в штрафную роту, немедленно доносится по команде и Военному Совету армии с приложением копии приказа или приговора. Младшие командиры, направленные в штрафную роту, тем же приказом по полку подлежат разжалованию в рядовые».

## Разжалование в рядовые других государствах

### ДоПервой мировой войны
Энциклопедический словарь Брокгауза и Ефрона описывает ситуацию с применением подобного наказания так: В иностранных военно-уголовных кодексах разжалования из офицеров с обязательным оставлением на службе давно уже не существует. По германскому уставу это наказание применяется только к унтер-офицерам и ближе подходит к нашему лишению унтер-офицерского звания, назначаемому в дисциплинарном порядке.
Однако позднее это наказание в Германии появилось вновь. Например, во времена Третьего рейха офицер СС Хельмут Кнохен был разжалован в рядовые за то, что во время попытки переворота 20 июля 1944 года не оказал должного сопротивления заговорщикам и позволил себя арестовать.

## После Второй мировой войны

### Союз ССР и постсоветское пространство
В Союзе ССР после 1945 года и армиях постсоветских стран существовал вид дисциплинарного взыскания для сержантов (старшин) — лишение сержантского (старшинского) звания. Такой же вид взыскания применялся к ефрейторам (старшим матросам). И в тех, и в других случаях военнослужащие получали воинское звание "рядовой". Также для всех категорий военнослужащих существует вид дополнительный вид уголовного наказания — лишение воинского звания, который может быть применен, в соответствии с Уголовном кодексом, в случае если военнослужащий совершил тяжкое уголовное преступление. При этом осужденному военнослужащему присваивается не предыдущее звание, а воинское звание "рядовой". В то же время наличие судимости вообще исключает продолжение службы в вооружённых силах .
Наиболее известный случай в постсоветский период произошёл 22 декабря 2015 года на Украине. Старший лейтенант Гришин Константин Игоревич, также известный как Семенченко, был разжалован в рядовые указом тогдашнего командующего НГУ генерала Балана.

### США
В ВС США разжалование именно в рядовые явление довольно редкое, но понижений в звании было довольно много. При этом, например, из генерала могли разжаловать до полковника.

### Швейцария
В швейцарском военном уголовном Праве в ст. 35 закона о военных Наказаниях от 13. Постановление правительства от 30 июня 1927 г. (mstg; SR 321.0). Понижение в звании может быть только в судебном порядке.